# Nationalligaen 2016
La Nationalligaen 2016 è stata la 29ª edizione del campionato di football americano di primo livello, organizzato dalla DAFF.

## Squadre partecipanti
| Club                  | Città     | Stadio | Sponsor ufficiale | Risultato nella stagione 2015 |
| --------------------- | --------- | ------ | ----------------- | ----------------------------- |
| AaB 89ers             | Aalborg   |        |                   |                               |
| Aarhus Tigers         | Aarhus    |        |                   |                               |
| Amager Demons         | Tårnby    |        |                   |                               |
| Copenhagen Towers     | Gentofte  |        |                   |                               |
| Herlev Rebels         | Herlev    |        |                   |                               |
| Horsens Stallions     | Horsens   |        |                   |                               |
| Søllerød Gold Diggers | Rudersdal |        |                   |                               |
| Triangle Razorbacks   | Vejle     |        |                   |                               |

## Stagione regolare

### Calendario

#### 1ª giornata
| Nærum 9 aprile 2016, ore 14:00 | Søllerød Gold Diggers | 34 – 0 (10-0 7-0 10-0 7-0) referto | Amager Demons | Rundforbi Stadion |

| Vejle 9 aprile 2016, ore 14:00 | Triangle Razorbacks | 36 – 12 (16-0 14-0 6-6 0-6) referto | Aarhus Tigers | Vejle Stadion |

#### 2ª giornata
| Gentofte 17 aprile 2016, ore 14:00 | Copenhagen Towers | 56 – 0 (8-0 12-0 8-0 28-0) referto | Herlev Rebels | Gentofte Sportspark |

| Horsens 17 aprile 2016, ore 14:00 | Horsens Stallions | 14 – 13 (0-13 0-0 0-0 14-0) referto | AaB 89ers | Dagnæs Stadion |

#### 3ª giornata
| Kastrup 22 aprile 2016, ore 14:00 | Amager Demons | 33 – 25 (6-10 7-9 6-0 14-6) referto | Aarhus Tigers | Bag Amagerhallen |

| Horsens 23 aprile 2016, ore 14:00 | Horsens Stallions | 0 – 46 (0-20 0-20 0-6 0-0) referto | Copenhagen Towers | Dagnæs Stadion |

| Herlev 24 aprile 2016, ore 14:00 | Herlev Rebels | 12 – 41 (0-21 6-14 0-6 6-0) referto | Søllerød Gold Diggers | Kildegårdsskolen |

#### 4ª giornata
| Aalborg 30 aprile 2016, ore 14:00 | AaB 89ers | 9 – 13 (0-0 9-6 0-0 0-7) referto | Herlev Rebels | Aab´s anlæg |

| Nærum 30 aprile 2016, ore 14:00 | Søllerød Gold Diggers | 48 – 0 (13-0 14-0 6-0 15-0) referto | Horsens Stallions | Rundforbi Stadion |

#### 5ª giornata
| Kastrup 7 maggio 2016, ore 14:00 | Amager Demons | 38 – 19 (14-0 0-7 0-6 24-6) referto | AaB 89ers | Bag Amagerhallen |

| Viby J 8 maggio 2016, ore 14:00 | Aarhus Tigers | 40 – 3 (0-0 20-0 7-3 13-0) referto | Horsens Stallions | Bøgeskovgård Idrætsanlæg |

#### 6ª giornata
| Nærum 14 maggio 2016, ore 14:00 | Søllerød Gold Diggers | 7 – 23 (0-6 0-10 0-7 7-0) referto | Triangle Razorbacks | Rundforbi Stadion |

| Herlev 16 maggio 2016, ore 14:00 | Herlev Rebels | 7 – 50 referto | Copenhagen Towers | Kildegårdsskolen |

#### 7ª giornata
| Copenaghen 21 maggio 2016, ore 14:00 | AaB 89ers | 30 – 13 referto | Aarhus Tigers | Valby Idrætspark |

| Horsens 21 maggio 2016, ore 14:00 | Horsens Stallions | 13 – 6 referto | Herlev Rebels | Dagnæs Stadion |

| Kastrup 22 maggio 2016, ore 14:00 | Amager Demons | 0 – 48 referto | Triangle Razorbacks | Bag Amagerhallen |

#### 8ª giornata
| Nærum 28 maggio 2016, ore 14:00 | Søllerød Gold Diggers | 13 – 14 referto | Copenhagen Towers | Rundforbi Stadion |

| Viby J 28 maggio 2016, ore 14:00 | Aarhus Tigers | 28 – 13 referto | Amager Demons | Bøgeskovgård Idrætsanlæg |

#### 9ª giornata
| Vejle 4 giugno 2016, ore 18:00 | Triangle Razorbacks | 31 – 30 referto | Copenhagen Towers | Vejle Atletikstadion |

| Herlev 5 giugno 2016, ore 14:00 | Herlev Rebels | 40 – 15 referto | Horsens Stallions | Kildegårdsskolen |

#### 10ª giornata
| Aalborg 11 giugno 2016, ore 14:00 | AaB 89ers | 20 – 40 referto | Søllerød Gold Diggers | Aab´s anlæg |

| Gentofte 12 giugno 2016, ore 14:00 | Copenhagen Towers | 50 – 12 referto | Amager Demons | Gentofte Sportspark |

| Viby J 12 giugno 2016, ore 14:00 | Aarhus Tigers | 21 – 28 referto | Triangle Razorbacks | Bøgeskovgård Idrætsanlæg |

#### 11ª giornata
| Herlev 18 giugno 2016, ore 14:00 | Herlev Rebels | 20 – 36 referto | AaB 89ers | Kildegårdsskolen |

| Gentofte 19 giugno 2016, ore 14:00 | Copenhagen Towers | 20 – 13 referto | Triangle Razorbacks | Gentofte Sportspark |

#### 12ª giornata
| Nærum 25 giugno 2016, ore 14:00 | Søllerød Gold Diggers | 34 – 21 referto | Aarhus Tigers | Rundforbi Stadion |

| Vejle 25 giugno 2016, ore 14:00 | Triangle Razorbacks | 41 – 0 referto | AaB 89ers | Vejle Atletikstadion |

| Kastrup 26 giugno 2016, ore 14:00 | Amager Demons | 51 – 8 referto | Horsens Stallions | Bag Amagerhallen |

#### 13ª giornata
| Vejle 13 agosto 2016, ore 19:00 | Triangle Razorbacks | 46 – 16 referto | Herlev Rebels | Vejle Atletikstadion |

| Kastrup 14 agosto 2016, ore 14:00 | Amager Demons | 13 – 44 referto | Søllerød Gold Diggers | Bag Amagerhallen |

#### 14ª giornata
| Gentofte 20 agosto 2016, ore 14:00 | Copenhagen Towers | 42 – 14 referto | AaB 89ers | Gentofte Sportspark |

| Horsens 21 agosto 2016, ore 14:00 | Horsens Stallions | 0 – 42 referto | Aarhus Tigers | Dagnæs Stadion |

#### 15ª giornata
| Gentofte 26 agosto 2016, ore 19:00 | Copenhagen Towers | 11 – 6 referto | Søllerød Gold Diggers | Gentofte Sportspark |

| Horsens 27 agosto 2016, ore 14:00 | Horsens Stallions | 0 – 50 referto | Triangle Razorbacks | Dagnæs Stadion |

| Viby J 28 agosto 2016, ore 14:00 | Aarhus Tigers | 44 – 0 referto | Herlev Rebels | Bøgeskovgård Idrætsanlæg |

#### 16ª giornata
| Aalborg 3 settembre 2016, ore 14:00 | AaB 89ers | 29 – 15 referto | Amager Demons | Aab´s anlæg |

#### 17ª giornata
| Viby J 10 settembre 2016, ore 14:00 | Aarhus Tigers | 23 – 44 referto | Copenhagen Towers | Bøgeskovgård Idrætsanlæg |

| Vejle 10 settembre 2016, ore 19:00 | Triangle Razorbacks | 35 – 13 referto | Søllerød Gold Diggers | Vejle Atletikstadion |

| Herlev 11 settembre 2016, ore 14:00 | Herlev Rebels | 33 – 40 referto | Amager Demons | Kildegårdsskolen |

| Aalborg 11 settembre 2016, ore 14:00 | AaB 89ers | 34 – 6 referto | Horsens Stallions | Aab´s anlæg |

### Classifica
La classifica della regular season è la seguente:
- PCT = percentuale di vittorie, G = partite giocate, V = partite vinte,  P = partite perse, PF = punti fatti, PS = punti subiti

| Pos. | Squadra               | PCT  | G  | V | N | P | PF  | PS  |
| ---- | --------------------- | ---- | -- | - | - | - | --- | --- |
| 1    | Copenhagen Towers     | .900 | 10 | 9 | 0 | 1 | 363 | 119 |
| 2    | Triangle Razorbacks   | .900 | 10 | 9 | 0 | 1 | 351 | 119 |
| 3    | Søllerød Gold Diggers | .600 | 10 | 6 | 0 | 4 | 280 | 149 |
| 4    | AaB 89ers             | .400 | 10 | 4 | 0 | 6 | 204 | 242 |
| 5    | Amager Demons         | .400 | 10 | 4 | 0 | 6 | 215 | 318 |
| 6    | Aarhus Tigers         | .400 | 10 | 4 | 0 | 6 | 269 | 221 |
| 7    | Herlev Rebels         | .200 | 10 | 2 | 0 | 8 | 147 | 350 |
| 8    | Horsens Stallions     | .200 | 10 | 2 | 0 | 8 | 59  | 370 |

## Playoff e playout

### Tabellone
|  | Wild Card | Wild Card             | Wild Card           |                       |                   | Semifinali        | Semifinali        | Semifinali |  |  | XXVIII Mermaid Bowl | XXVIII Mermaid Bowl | XXVIII Mermaid Bowl |  |
|  |           |                       |                     |                       |                   |                   |                   |            |  |  |                     |                     |                     |  |
|  |           |                       |                     |                       |                   | 1                 | Copenhagen Towers | 49         |  |  |                     |                     |                     |  |
|  |           |                       |                     |                       |                   | 1                 | Copenhagen Towers | 49         |  |  |                     |                     |                     |  |
|  |           |                       |                     | Amager Demons         | 14                |                   |                   |            |  |  |                     |                     |                     |  |
|  | 4         | AaB 89ers             | 8                   | Amager Demons         | 14                |                   |                   |            |  |  |                     |                     |                     |  |
|  | 4         | AaB 89ers             | 8                   |                       |                   |                   |                   |            |  |  |                     |                     |                     |  |
|  | 5         | Amager Demons         | 14                  |                       |                   |                   |                   |            |  |  |                     |                     |                     |  |
|  | 5         | Amager Demons         | 14                  |                       | Copenhagen Towers | Copenhagen Towers | 18                |            |  |  |                     |                     |                     |  |
|  |           |                       |                     |                       |                   |                   |                   |            |  |  |                     |                     |                     |  |
|  |           |                       | Triangle Razorbacks | Triangle Razorbacks   | 22                |                   |                   |            |  |  |                     |                     |                     |  |
|  |           |                       |                     | Triangle Razorbacks   | 22                |                   |                   |            |  |  |                     |                     |                     |  |
|  |           |                       |                     |                       |                   |                   |                   |            |  |  |                     |                     |                     |  |
|  |           |                       |                     |                       |                   |                   |                   |            |  |  |                     |                     |                     |  |
|  |           | 2                     | Triangle Razorbacks | 35                    |                   |                   |                   |            |  |  |                     |                     |                     |  |
|  |           |                       |                     | 35                    |                   |                   |                   |            |  |  |                     |                     |                     |  |
|  |           |                       |                     | Søllerød Gold Diggers | 28                |                   |                   |            |  |  |                     |                     |                     |  |
|  | 3         | Søllerød Gold Diggers | 27                  | Søllerød Gold Diggers | 28                |                   |                   |            |  |  |                     |                     |                     |  |
|  | 3         | Søllerød Gold Diggers | 27                  |                       |                   |                   |                   |            |  |  |                     |                     |                     |  |
|  | 6         | Aarhus Tigers         | 26                  |                       |                   |                   |                   |            |  |  |                     |                     |                     |  |

### Wild Card
| 17 settembre 2016, ore 14:00 | AaB 89ers | 8 – 14 | Amager Demons |  |

| 17 settembre 2016, ore 16:00 | Søllerød Gold Diggers | 27 – 26 | Aarhus Tigers |  |

### Semifinali
| 23 settembre 2016, ore 20:30 | Triangle Razorbacks | 35 – 28 | Søllerød Gold Diggers |  |

| 24 settembre 2016, ore 16:00 | Copenhagen Towers | 49 – 14 | Amager Demons |  |

### Playout
| Herlev 1º ottobre 2016, ore 14:00 | Herlev Rebels | 50 – 0 referto | Holstebro Dragons | Kildegårdsskolen |

| Horsens 30 ottobre 2016, ore 13:00 | Horsens Stallions | 15 – 44 referto | Copenhagen Tomahawks | Dagnæs Stadion |

### XXVIII Mermaid Bowl
| Horsens 8 ottobre 2016, ore 16:00 | Copenhagen Towers | 18 – 22 | Triangle Razorbacks | CASA Arena Horsens |

## Verdetti
- Triangle Razorbacks Campioni della Danimarca 2016